# Alex Anderson
Alexandria Comet Anderson, detta Alex (Stone Mountain, 21 febbraio 1986), è un'ex cestista statunitense.

## Carriera
È stata selezionata dalle San Antonio Silver Stars al terzo giro del Draft WNBA 2008 (39º scelta assoluta).